# François Clerc
François Clerc (Bourg-en-Bresse, 18 april 1983) is een Franse profvoetballer die bij voorkeur als rechtsback speelt. Hij tekende in juni 2016 een contract tot medio 2018 bij Gazélec FCO Ajaccio, dat hem overnam van Saint-Étienne. In zijn verbintenis werd een optie voor nog een seizoen opgenomen. Clerc speelde dertienmaal voor het Frans voetbalelftal.

## Interlands

### Frankrijk -21
Clerc zat bij de Franse selectie op het EK onder 21 van 2006 in Portugal. Daar speelde hij twee wedstrijden in de poulefase, tegen Duitsland en Servië en Montenegro, beide in de basis. Hij scoorde niet. De ploeg van bondscoach René Girard werd in de halve finales uitgeschakeld door de latere winnaar Nederland.

## Statistieken
| Seizoen | Land      | Club             | Competitie | Wedstrijden | Goals |
| ------- | --------- | ---------------- | ---------- | ----------- | ----- |
| 2004/05 | Frankrijk | Olympique Lyon   | Ligue 1    | -           | -     |
| 2004/05 | Frankrijk | → Toulouse FC    | Ligue 1    | 7           | 0     |
| 2005/06 | Frankrijk | Olympique Lyon   | Ligue 1    | 14          | 0     |
| 2006/07 | Frankrijk | Olympique Lyon   | Ligue 1    | 21          | 0     |
| 2007/08 | Frankrijk | Olympique Lyon   | Ligue 1    | 27          | 1     |
| 2008/09 | Frankrijk | Olympique Lyon   | Ligue 1    | 9           | 0     |
| 2009/10 | Frankrijk | Olympique Lyon   | Ligue 1    | 7           | 0     |
| 2010/11 | Frankrijk | OGC Nice         | Ligue 1    | 29          | 1     |
| 2011/12 | Frankrijk | OGC Nice         | Ligue 1    | 32          | 4     |
| 2012/13 | Frankrijk | AS Saint-Étienne | Ligue 1    | 31          | 1     |
| 2013/14 | Frankrijk | AS Saint-Étienne | Ligue 1    | 29          | 2     |
| 2014/15 | Frankrijk | AS Saint-Étienne | Ligue 1    | 15          | 0     |
| 2015/16 | Frankrijk | AS Saint-Étienne | Ligue 1    | 10          | 0     |
| 2016/17 | Frankrijk | Gazélec Ajaccio  | Ligue 2    | 0           | 0     |

## Erelijst
Olympique Lyonnais
- Kampioen Ligue 1

2005/06, 2006/07, 2007/08
- Coupe de France

2007/08
- Trophée des Champions

2006, 2007
 AS Saint-Étienne
- Coupe de la Ligue

2012/13